# 금창로 (인천)
금창로(Geumchang-ro)는 인천광역시 동구 창영동에서 금창동까지 연결하는 인천광역시도로, 총 연장은 328m이다. 이름이 유래된 것은 금창동이라는 명칭을 인용하여 제명되었다.

## 역사
- 2009년 11월 3일 : 도로명으로 금창로를 고시

## 주요 경유지
- 동구
  - 창영동 - 금곡동

## 접촉하는 도로
- 샛골로
- 금곡로

## 주요 건물 및 시설
- 두손애지빌라 (금창로 15/창영동 40-33)
- 효신하이빌 (금창로 18/금곡동 58-18)
- 원구빌라 (금창로 19/창영동 40-14)
- 두손애지빌라 (금창로 27/창영동 40-1)
- 인천산업정보학교 (금창로 31/금곡동 45-1)
- 원진아트빌 (금창로 37/금곡동 47-5)